# Emre Aydın
Emre Aydın (Isparta, 2 febbraio 1981) è un cantautore turco.

## Carriera
Dal 1999 al 2003 ha fatto parte di un gruppo alternative rock chiamato 6. Cadde. Ha pubblicato anche un disco con questo gruppo nel 2003.
Nel 2006 ha pubblicato il suo primo album da solista.
Nell'ambito degli MTV Europe Music Awards 2008 ha vinto i premi come miglior artista europeo e miglior artista turco.

## Discografia solista

### Album in studio
- 2006 – Afili yalnızlık
- 2010 – Kağıt evler
- 2012 – Beni biraz böyle hatırla
- 2013 – Eylül geldi sonra